# ナプキン (生理用)
ナプキンは、月経や産後などの下血を吸収する生理処理用品である。

## 用語
日本ではテーブルナプキンと名称が重複するが、ともにナプキンと称する。欧米ではナプキンはテーブルナプキンを表し、経血処理用ナプキンは英語で「Sanitary towel」や「towel」と称する。米語は「period pad」と称する。

## ナプキンの歴史
日本は1960年代まで、脱脂綿にちり紙を巻いたり、使い古しの布を縫ったものなどを使っていた。市販の使い捨てナプキンは、1961年11月 アンネ社が「アンネナプキン」を日本で初めて発売した。キャッチコピーは「40年間お待たせしました!」で、アメリカのキンバリー・クラークが紙ナプキン「コーテックス」発売から40年経過していた。日本住宅公団が団地を急造し、水洗トイレのつまりを防ぐために紙製の生理用品が主流となる。改良を重ねた日本の使い捨てナプキンは、世界でも稀な高品質と多種類で、薄型で高い吸収力に優れている。現在は欧米やアジア圏など世界の都市のほとんどで、使い捨て紙ナプキンが主流である。

## 構造
一般に楕円形または長方形で角が弧になっている。厚さは数ミリ程度までであるが、臀部まで吸収体をストレッチしたことで厚みが約1センチメートル以上になるものも、夜の寝返りによる経血の漏れの心配のある方や経血の特に多い方向けに市販されている。中央は吸収させる部分でサイドや裏面は下着への固定する役割がある。
布ナプキンに対し、市販の使い捨てナプキンは「紙ナプキン」と称され、医薬部外品の指定を受けている。生理処理用品製造販売承認基準が2015年に改正された。

### 紙ナプキン
日本で最初の製品はアンネ株式会社が1961年（昭和36年）に発売した「アンネナプキン」である
。
「紙ナプキン」と称するが、現在は紙、樹脂、不織布などさまざまなものを用いる。戦前は脱脂綿が用いられ、戦後に紙製品が普及した。やがて、綿、パルプなどの吸収体と薄いビニール製防水紙を重ねて紙で包んだ簡素なものが開発されたものの、ショーツ（パンティー）に固定する粘着テープの面積も小さく固定力が弱いため活発な行動には不向きな状態であった。1980年代半ばから、排出物の吸収には高吸水性高分子を用い肌に接する部分に工夫を凝らした素材が使われ始める。
表側表面は不織布もしくはメッシュ状の樹脂シートが用いられ中央に綿のような肌触りの局部にあてがう部分がある。裏は防水のためのビニールシートに粘着テープがついておりショーツに接着して固定できる。長方形の側面に「羽」と呼ばれる部分がついている製品もある。これはショーツに装着した際に羽の部分をショーツのクロッチ部分外側に折り曲げることでしっかりショーツに固定することを目的としている。羽付きと羽なしには、ずれにくさや使用感の違いがある。メーカー製の使い捨てのものはコンパクトに折り畳まれていて個装に包まれている。個装を取り外すと粘着テープを保護しているシートごと取れる仕組みになっている。色は主に白色でビニールの部分に薄いピンクやブルー、グリーン、パープルといった色が使用されていることもある。また月経時は濃い色の服装や下着を着用することが多いことから羽根や裏側部分を黒色にした製品も発売されている。
紙ナプキンの製品では装着した際の前後の長短の具合（概ね20cmから40cmオーバーまで、ロリエの項目にラインナップがあり参考になる）、羽なしと羽付き、サイドギャザーの有無、主に昼用の薄型（スリム）、主に夜用の厚型などに分類される。最近の製品では、従来のナプキンの形状よりもよりフィット感を増した形状のもの（elis Megamiシリーズ）、吸収力や吸収速度を大幅に高めて過多月経患者の使用にも対応したもの（elis ウルトラガード clinics)、一般のナプキンの形状とは異なるがショーツ一体型の穿くタイプ（ロリエ スーパーガード 安心ショーツタイプ。外見はナプキンと言うより事実上紙オムツに近い）、外陰部にピースを挟んで使用し体に装着するタイプ（ソフィ シンクロフィット）などの多様な種類がある。用途、体型、TPOによって各自使い分けるとより効果的である。なお生理処理用品としての紙ナプキンは尿を吸収するには不向きであり、アンモニア等に対する消臭効果が期待できないため、尿漏れ対策の場合は吸収剤の組成を尿に適したものにした尿吸収パッドを使うことが望ましい。
紙ナプキンは外陰部に密着させて使用するため特に初経が近くなった時（下り物の増大や急激な体型の変化など初経の前兆がある。詳しくは初経を参照）や初経以降の月経に備えて着用する初経（初潮）前後の女子では薄型であっても違和感を覚える場合があるがタンポンなどの他の生理処理用品に比べショーツに貼り付けるだけで装着ができ使用が簡単であることから日本では最も使用されている生理処理用品である。主にタンポンを使用する女性であっても月経の始まり頃や終わり頃など経血が少ない時期、また経血の多い時期にタンポン使用時に吸収しきれない経血が紐を伝って下着に漏れ出る場合への対策としてナプキンを併用する者も多く見られる。
上記したように使用方法や装着は簡単である一方、装着が不完全であると容易にナプキンがずれたりよれたりして本来の能力を活かせず経血が漏れ出しショーツや衣類を汚してしまう場合もある。特に月経の処置に慣れていない初経（初潮）を迎えた直後の女子に多く見られる。
日本の紙ナプキンの品質はとても高く日本人が外国に行ってやむを得ず購入したナプキンの装着具合に驚くことが多々ある。欧米ではタンポンの方が主流である。

#### ノンポリマーナプキン
紙ナプキンの一種であるが、吸収体に高分子ではなく綿・パルプなどといった素材を用いたものであり、前述した通り、かつてはこのタイプが主流であった。しかし、吸収体と防水シートを重ねて表面シートで包んだだけという簡素な構造であるため、実用上の吸収量確保のために吸収体の容積を大きく取る必要があり、結果として分厚く（かつてユニ・チャームのCMコピーで「まだお厚いのがお好き?」と揶揄されたのがこのタイプである）作らなければならず、装着する女性は動きづらさやモコモコとした違和感を覚えることになる。また高分子吸収体を用いたものに比べ吸収力や保持力が劣るため、表面シートの湿った不快な状態が常に付き纏うとともに、活発な行動や着座姿勢で外部から加わった圧力による経血の逆戻りが発生しやすく、女性の行動にも制限が課せられる結果となってしまう。そのため市場から駆逐され、現在ではメーカー、販路ともに限られている。しかし高分子を用いたナプキンよりは比較的蒸れ・かぶれが抑えられる、あるいは化学物質を忌避するといった理由であえてこちらを選ぶ者もいる。中には吸収体に水溶性パルプを用い、使用後水洗トイレに流して処分できる製品もある。

## 使用

### 種類別

#### 紙ナプキン
入手はドラッグストアなどで安価で容易に購入することができる。店頭で売られているのは主にメーカー製の使い捨てのナプキンで、布製はインターネットでの通信販売もしくは扱っていることを公表している店舗で探すのが望ましい。
非使用時の扱いは、特に初経（初潮）を迎えて間もない女子は生理周期が一定でないことが少なくないため、適当な数量を常に携帯することが習慣となっている。ポケットが付いた生理用ショーツ（サニタリーショーツ）もある。使用後の紙ナプキンは通常のゴミだが、区別して処理されるケースが多い。ナプキンは不透水シートや吸水性ポリマーが中にある関係上、トイレに流すと容易に詰まってしまう。また衛生上の理由やエチケット・マナーの点からも使用済みの紙ナプキンをトイレのゴミ箱やサニタリーボックスに雑然と捨てることは褒められた行為ではなく、汚れているほうを内側にして丸め、新しく使用するナプキンの包装ラップに包んでからトイレ個室に備え付けのサニタリーボックスに捨てるべきとされている。トイレットペーパーに包んで捨てるのはサニタリーボックスの容量を無駄に消費するので個包装ラップが無いときに限るべきである。一般の紙ナプキンはトイレに流すべきではなく、トイレに流せるタイプの紙ナプキンであっても説明書きのとおり、防水層を破るなど、流すときの下準備は必ず実施すること。家庭ではトイレにサニタリーボックスを設置するか、不透明の袋を用いることもある。

##### 用途
生理用ナプキンの名の通り、主に月経時に用いられ、生理用ショーツ（サニタリーショーツ）と併用されることもある。また、産後約一月続く出血や、強姦による出血にも用いられる。他に少量の尿漏れ対策や、トイレットペーパーが使用できない野外での排尿により局部に付着した残尿、下り物（おりもの）等による下着の汚れを防止する際に使用することもある。しかし、下り物の場合は通気性確保などの観点から、専用のおりものシート（パンティーライナー）を使用するほうが望ましい。また、尿漏れ対策には尿吸収パッドが用いられ、野外での排尿時にはティッシュペーパーを用いて残尿を拭き取ることの方が多い。
月経は数日から1週間ほど続くが、ナプキンは経血量やナプキンの大きさにより、1時間～10時間程度で吸収量に限界が来るため、時間を見計らって、適度なタイミングで取り替える。経血量が少ないときに夜用の大きなナプキンを使用する場合などは、吸収量とナプキンの状態に問題がない場合もあるが、長時間の使用は衛生面に悪影響をもたらすこともあり、適度なナプキン交換は必要である。
ナプキンは大きさや素材が様々であるので、経血量や交換できる頻度なども考慮の上で使用するのが望ましい。長時間交換できないことが予測される場合（長時間の会議やドライブなど）には、昼間でも夜用の大型のナプキンを使用する女性も多くいる。
ナプキンは、外陰部という皮膚が薄くデリケートな部分に装着するため、また、防水性の素材を使用しているため、装着時には蒸れやすくなり、かぶれやかゆみなどのトラブルを起こす場合もある。現在はそのようなトラブルを回避するための製品（ロリエ・エフシリーズ、ソフィ・はだおもいなど）も発売されているので、使用を考慮するとよい。

#### 布ナプキン
布ナプキンは、基本は大きめの布を折って使用する。使用後は持ち帰り、洗濯をして再度利用する。洗濯では、重曹等アルカリ性洗剤を使用する。現在は、防水シートが使用されたものや、おりもの用など多種、多様なサイズ、メーカーがありデザインも豊富である。

## 主要メーカー
紙ナプキン
- ユニ・チャーム（ソフィ、センターイン）
- 花王（ロリエ）
- 大王製紙（エリス）
- 第一衛材（スターナップ）

ノンポリマーナプキン
- コットン・ラボ (セペ 肌にやさしいナプキン、オーガニックコットンナプキン)
- 丸三産業 (生活クラブ、アミカ(廃番)、SELENA VIVA NAP(廃番))
- 第一衛材（シェリコット）

## かつて生産、発売していたメーカー
- アンネ
- ライオン
- 資生堂
- 十條キンバリー　(後のクレシア、現・日本製紙クレシア)（ニーナ）
- エンゼル（エンゼルスター）
- 白十字
- 山之内製薬　(現・アステラス製薬)（エミールソフト）
- 大三
- 白元（セペ 流せるナプキン）
- P&G（ウィスパー）

ルナテックス

## 販路
- ドラッグストア
- 薬局
- 薬店
- ホームセンター
- スーパーマーケット
- 総合GMS
- ディスカウントストア
- 生協
- コンビニエンスストア
- 商店
- インターネットショッピング
- カタログ通販
- 医療機関や駅の売店
- 自動販売機
- 連鎖販売取引
- ショッピングセンター

## 関連人物
- 坂井泰子 - アンネナプキンの生みの親。発売は1961（昭和36）年11月11日、使い捨てナプキンのアンネと月経帯（サニタリーショーツ）のパンネットがアンネ株式会社から同時に売り出された。
- 坂田多賀夫 - 日本で最初に生理用ナプキンの製造販売をした人。また、最初に製造機械を作った人。ルナテックスという生理用ナプキンブランドを最初に作った。
- アルナーチャラム・ムルガナンダム - 安く生理用ナプキンを製造できる機械を発明した。

## 関連文書
- 1989年1月 小野清美『ナプキン先生の素敵なマンスリー・デイを』光雲社、ISBN 4795272859
- 1992年8月 小野清美『アンネナプキンの社会史』JICC出版局、ISBN 4796603948、文庫版: 宝島社、2000年10月、ISBN 4796619445
- 2005年8月 角張光子『ひろがれひろがれエコ・ナプキン』地湧社、ISBN 4885031842
- 2006年6月 小野清美『生理用品の45年の軌跡』ふくろう出版、ISBN 486186271X
- 2006年7月 田中ひかる『月経をアンネと呼んだ頃 生理用ナプキンはこうして生まれた』ユック舎、ISBN 4843100919